# Унгурян Петро Миколайович
Петро Миколайович Унгуря́н (нар. 26 серпня 1894, Богічень — пом. 12 грудня 1975, Кишинів) — молдавський радянський вчений у галузі виноробства, кандидат технічних наук; член-кореспондент Академії наук Молдавської РСР з 1961 року.

## Біографія
Народився 26 серпня 1894 року в селі Богчені Кишинівського повіту Бессарабської губернії (тепер Гинчештський район, Молдова) в сім'ї безземельного селянина. Молдаванин. У 1911—1916 роках навчався у Бессарабському училищі виноградарства і виноробства в Кишиневі, яке закінчив з відзнакою. 1923 року з червоним дипломом закінчив Донський інститут сільського господарства і меліорації. Здобувши освіту, працював на Новочеркаському винному заводі, в Науково-дослідному інституті виноробства РРФСР, на Ростовському, Ташкентському підприємствах з виробництва ігристих вин як головний шампаніст. Займався вивченням і поліпшенню сортів Радянського шампанського. У 1940 році захистив кандидатську дисертацію.
1944 року повернувся до Молдавської РСР. Як головний шампаніст комбінату шампанських вин Молдавської РСР очолював роботи щодо створення й налагодження виробництва шампанського, а також марочних молдавських вин. У 1952 році став засновником Криковського виноробного комбінату. Протягом 1956—1964 років завідував відділом виноробства Молдавського науково-дослідного інституту садівництва, виноградарства та виноробства, а з 1964 року працював консультантом цього відділу.
З 1946 по 1954 рік був депутатом Верховної Ради СРСР 2-го і 3-го скликань, а у 1963—1967 роках — депутатом Верховної Ради Молдавської РСР 6-го скликання і членом Президії Верховної Ради Молдавської РСР. Також обирався депутатом місцевих Рад депутатів трудящих.
Жив в Кишиневі. Помер 12 грудня 1975 року. Похований на «Вірменському кладовищі» Кишинева.

## Наукова діяльність
Наукові праці присвячені питанням термічної обробки соку і вина, мадеризації вина, шампанізації вина резервуарним способом, поліпшення якості вина та інше. Під його керівництвом вперше в СРСР була розроблена технологія білих малоокисленних вин. Автор винаходу і понад 100 наукових робіт. Серед робіт:
- «Как приготовить хорошее вино в условиях Молдавии», 1947;
- «Выбор места под виноградные насаждения шампанского направления», 1950;
- «Научные основы производства Советского шампанского», 1954;
- "Вино и факторы, влияющие на его качество, 1958;
- «Подготовка к виноделию», 1959;
- «Основы виноделия Молдавии», 1960;
- «Технология производства столовых белых вин типа малоокисленных», 1961;
- «Особенности технологии малоокисленных столовых белых вин», 1965 (співавтор А. Е. Орешкіна);
- «Экология красных вин Молдавии», 1968 (співавтор А. В. Коновалова).

## Відзнаки
- Нагороджений:
  - двома орденами Леніна (11 жовтня 1949; 13 березня 1969, № 402053[1]);
  - орденом «Знак Пошани» (16 листопада 1942; за зразкове виконання завданнь Уряду по постачанню продуктів харчування Червоній армії і Військово-Морському флоту)[2];
- Заслужений діяч науки Молдавської РСР з 1957 року;
- Заслужений винороб Молдавської РСР з 1965 року;
- Герой Соціалістичної Праці (з 13 березня 1969; за великі заслуги в розвитку радянської науки; медаль «Серп і Молот» № 13049)[1].